# Gare d'Auma
La gare d'Auma  est une gare ferroviaire norvégienne de la ligne de Røros, située au hameau dAumasur le territoire de la commune de Tynset dans le comté de Hedmark.

## Histoire
La gare a été construite en 1877. Auma est le modèle pour beaucoup de gares de la ligne de Røros.
Le trafic de passagers a été fermé pendant un certain temps, mais a repris en 2006.